# تسلاک
تسلاک (به لاتین: Tslak) یک منطقهٔ مسکونی در روسیه است که در داغستان واقع شده‌است.